# رودی فولر
رودولف "رودی" فولر (به آلمانی: Rudolf "Rudi" Völler) (زادهٔ ۱۳ آوریل ۱۹۶۰) بازیکن و مربی سابق تیم ملی فوتبال آلمان است. وی برنده جام جهانی فوتبال ۱۹۹۰ همراه تیم ملی آلمان شده است.

## زندگی ورزشی
وی در خانواده‌ای فوتبال دوست چشم به جهان گشود. پدرش که مربیگری تیم جوانان این شهر را برعهده داشت، او را از هشت سالگی همراه خود به تمرینات فوتبال می‌برد. فولر از همان آغاز می‌خواست در خط حمله بازی کند و در این پست از خود استعداد زیادی نشان داد.

### دوران باشگاهی
رودی فولر پانزده ساله بود که توجه مربی تیم دسته دومی کیکرز اوفن‌باخ را به خود جلب نمود. اما مادر فولر می‌خواست که او در کنار فوتبال حتماً دورهٔ کارآموزی خود را در رشته بازرگانی اداری به پایان رساند. چنین نیز شد و فولر در همان تیم باشگاهی خود، دورهٔ کارآموزی خود را نیز به موازات ورزش فوتبال دنبال کرد.
شانزده ساله بود که برای نخستین بار با بازیکنان حرفه‌ای کیکرز اوفن‌باخ شروع به تمرین نمود. وی به عنوان بازیکن حرفه‌ای روی‌هم ۶۷ بازی برای این تیم انجام داد و ۱۷ گل به ثمر رسانید. در سال ۱۹۸۰ به تیم دسته اولی ت.اس. فاو مونیخ ۱۸۶۰ پیوست. مونیخ برای این انتقال وی ۷۰۰ هزار مارک به باشگاه اوفن‌باخ پرداخت و این رقم نشان می‌داد که فولر در همان زمان بازیکن باارزشی به‌شمار می‌رفته است.

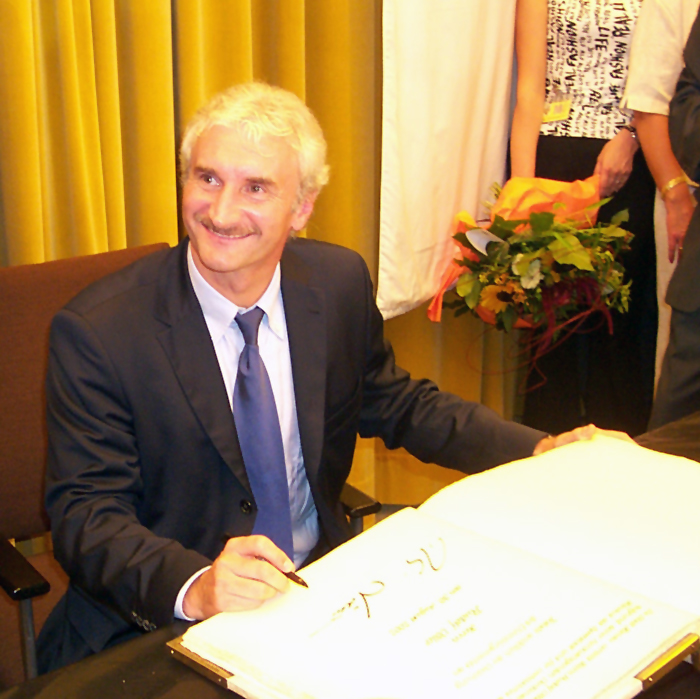

تیم مونیخ ۱۸۶۰ در نخستین سال پیوستن رودی فولر به صفوف خود چهرهٔ موفقی نداشت و به دستهٔ دوم سقوط کرد. با اینکه رودی فولر در نخستین فصل بازی‌ها در دستهٔ دوم ۳۷گل برای این تیم به ثمر رسانید و آقای گل مسابقات دستهٔ دوم شد، اما تیم مونیخ نتوانست به لیگ برتر صعود کند. از همین رو فولر در سال ۱۹۸۲ به تیم موفق وردربرمن در بوندس لیگا پیوست. در تیم وردربرمن رودی فولر در سطح باشگاهی نیز دوره‌های موفقی داشت. وی در نخستین فصل حضورش در وردربرمن، آقای گل مسابقات بوندس لیگا شد و در همان سال به عنوان بهترین بازیکن آلمان برگزیده شد. وی ۱۳۷ بازی برای وردربرمن انجام داد و ۹۷ گل برای این تیم به ثمر رساند.
فولر در سال ۱۹۸۷ به تیم آ اس رم ایتالیا پیوست و به مدت پنج سال برای این تیم صاحب نام ایتالیایی توپ زد. وی با این تیم یک بار قهرمان جام حذفی فوتبال ایتالیا شد. او ۱۴۲ بازی برای آاس رم انجام داد و ۴۴ گل به نام او ثبت گردید. فولر در سال ۱۹۹۲ به تیم پرآوازهٔ المپیک مارسی فرانسه پیوست و یک سال پس از آن با همین تیم قهرمان باشگاه‌های اروپا شد. کارنامه فولر در این باشگاه فرانسوی نیز درخشان بود و او در ۵۸ بازی ۲۴ گل برای این تیم به ثمر رساند.
فولر در سال ۱۹۹۴ به آلمان بازگشت و این بار در خدمت تیم بایر لورکوزن قرار گرفت. دو سال پایانی فعالیت ورزشی او در این تیم سپری شد و فولر در ۶۲ بازی برای این تیم، ۲۶ بار دروازهٔ حریفان را فروریخت.

### دوران ملی
او در سال ۱۹۸۲ به تیم ملی فوتبال آلمان دعوت شد و نخستین بازی ملی خود را در نوامبر سال ۱۹۸۲در مقابل ایرلند شمالی انجام داد.
آلمان در میان شگفتی، آن بازی را با نتیجهٔ یک بر صفر واگذار کرد.
اما این شکست، آغاز راهی پرافتخار بود. فولر در سال‌های ۱۹۸۲ و ۱۹۸۶ با تیم ملی فوتبال آلمان به مقام نایب قهرمانی جهان و چهار سال پس از آن در ایتالیا در سال ۱۹۹۰ به مقام قهرمانی جهان رسید. رودی مسابقات یورو ۱۹۹۲ را بخاطر شکستگی کتف از دست داد. وی ۹۰بازی برای تیم ملی فوتبال آلمان انجام داد و ۴۷ گل برای این تیم به ثمر رساند. وی در سال ۱۹۹۴ کفش‌های فوتبال خود را به دیوار آویخت. او در ۴ جام جهانی ۸ گل برای تیم ملی فوتبال آلمان به ثمر رساند.

## افتخارها

### به عنوان بازیکن
تیم ملی فوتبال آلمان غربی:
قهرمان جام جهانی ۱۹۹۰
نائب قهرمان جام جهانی ۱۹۸۶
نائب قهرمان یورو ۱۹۹۲
باشگاهی:
تیم فوتبال آث رم ایتالیا:
سری آ:مقام سوم ۸۸_۱۹۸۷
کوپا ایتالیا:قهرمان ۹۱_۱۹۹۰
جام یوفا:نائب قهرمان ۱۹۹۱_۱۹۹۰
تیم فوتبال المپیک مارسی:
لیگ قهرمانان اروپا قهرمان ۱۹۹۳_۱۹۹۲
لیگ ۱ فوتبال فرانسه: نائب قهرمان لیگ ۱ فوتبال فرانسه ۹۴_۱۹۹۳

### به عنوان سرمربی
- جام جهانی ۲۰۰۲: نائب قهرمان ۲۰۰۲